# Oskar Wettstein

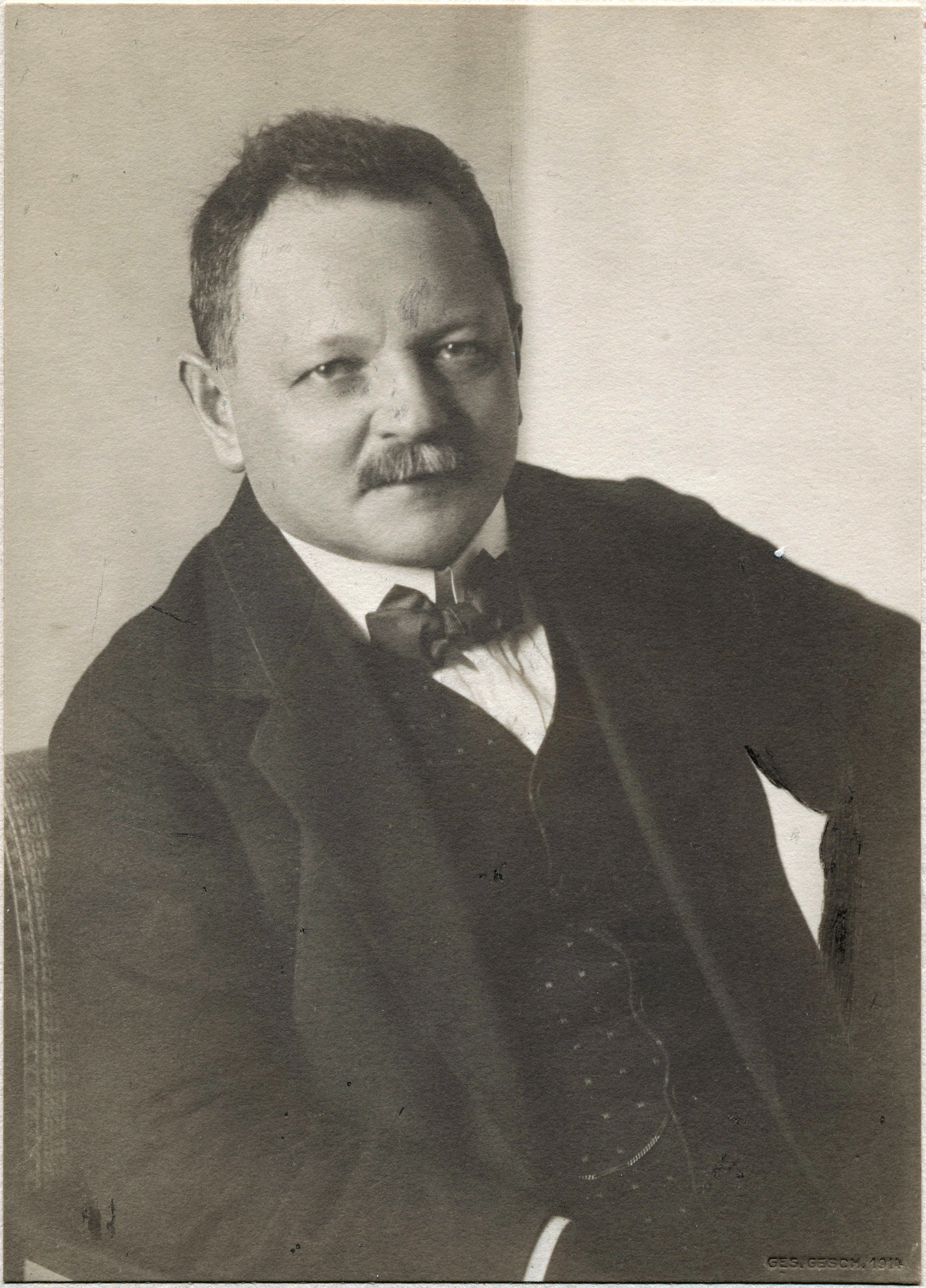
Oskar Wettstein

Oskar Wettstein (1866 - 1952) was een Zwitsers journalist en politicus.
Oskar Wettstein was rond de eeuwwisseling hoofdredacteur van de liberale Zürcher Boten en sinds 1903 hoogleraar Journalistiek aan de Universiteit Zürich.
Oskar Wettstein was lid van de Vrijzinnig-Democratische Partij en was namens die partij lid van de Regeringsraad van het kanton Zürich. In 1917, van 1 mei 1923 tot 30 april 1924 en van 1 mei 1929 tot 30 april 1930 was hij voorzitter van de Regeringsraad (dat wil zeggen regeringsleider) van Zürich.
Oskar Wettstein was ook lid van de Nationale Raad (tweede kamer federaal parlement). In december 1917 stelde hij zich kandidaat voor een plaats in de Bondsraad (federale regering), maar hij kreeg maar 22 stemmen. Robert Haab (FDP) werd uiteindelijk gekozen. In december 1929 kandideerde hij opnieuw, nu als opvolger van Haab. Wettstein was de officiële kandidaat van de FDP. Hij nam het op tegen sociaaldemocratische Emil Klöti en de onofficiële kandidaat van de FDP, Albert Meyer. Uiteindelijk kreeg Meyer meer stemmen (totaal 100) dan Wettstein (totaal 87) en Klöti en werd in de Bondsraad gekozen op 29 december 1929.